# Pseudanthias carlsoni
Pseudanthias carlsoni är en fiskart som beskrevs av Randall och Richard L. Pyle 2001. Pseudanthias carlsoni ingår i släktet Pseudanthias och familjen havsabborrfiskar. Inga underarter finns listade i Catalogue of Life.